# Lâm An (phủ Vân Nam)

Phủ Lâm An (臨安府) là một phủ cũ của tỉnh Vân Nam Trung Quốc nằm bên cạnh các địa danh An Nam (Cửu Chân, Giao chỉ), Cảnh Hồng,...

Lâm An (臨安) là một phủ cũ của tỉnh Vân Nam Trung Quốc thời Nhà Minh và Nhà Thanh. Phủ Lâm An được thiết lập thời Nhà Minh gồm 5 châu và 5 huyện, là: 
- Các châu: Kiến Thủy (建水), Ninh Châu (寧州), Á Mê (阿迷), Thạch Bình (石屏)[1]. Theo sách Hưng Hóa kỷ lược của Phạm Thận Duật thì tiếp giáp với tỉnh Hưng Hóa của Việt Nam còn có châu Quảng Lăng (廣陵) (giáp châu Chiêu Tấn của Hưng Hóa Việt Nam)[2][3].
- Các huyện: Mông Tự (蒙自), Tập Nga (嶍峨), Hà Tây (河西), Thông Hải (通海)[4], Tân Bình (平新), Tân Hóa (新化).

Sang Nhà Thanh, vào năm Khang Hy thứ 5 (1666), tỉnh Vân Nam cho nhập huyện Tân Bình với huyện Tân Hóa lại thành một huyện mang tên Tân Bình. Năm Ung Chính thứ 10 (1732), chuyển huyện Tân Bình sang thuộc phủ Nguyên Giang (元江). Năm Càn Long thứ 36 (1770), giáng châu Kiến Thủy xuống cấp huyện, từ đó phủ Lâm An còn 3 châu 5 huyện theo Thanh sử cảo. Châu (huyện) Kiến Thủy cũng tiếp giáp Việt Nam đầu thời Nhà Nguyễn tương với thời Nhà Thanh.
Phủ Lâm An nằm ở phía nam tỉnh Vân Nam, phía tây là phủ Tư Mao, phía tây bắc là phủ Nguyên Giang, phía đông tiếp giáp với phủ Khai Hóa (開化) đều thuộc tỉnh, phía nam tiếp giáp với trấn (tỉnh) Hưng Hóa của Đại Việt, sau là Đại Nam (Việt Nam). Địa bàn phủ Lâm An ngày nay là khoảng khu vực châu tự trị Hồng Hà, tỉnh Vân Nam.

## Lịch sử

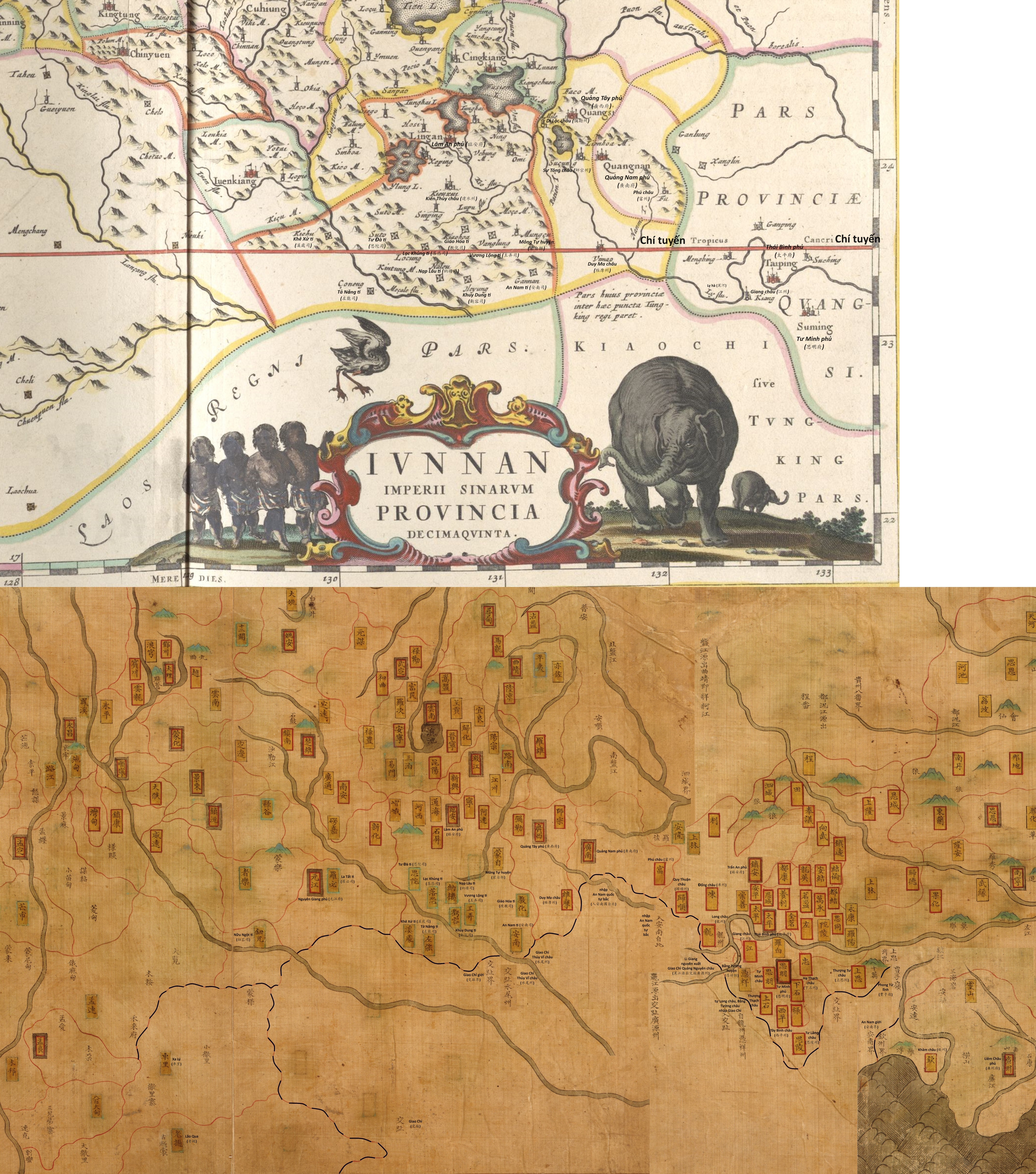
Vùng biên giới Đại Minh - Đại Việt trong các bản đồ các tỉnh Vân Nam, Quảng Tây, Quảng Đông của nhà Minh vào khoảng những năm 1540.

Năm 1253, sau khi quân Mông Cổ chinh phục 37 bộ lạc Điền Đông, trên vùng đất Thông Hải tiết độ sứ của vương quốc Đại Lý (hậu thân của Nam Chiếu), người Mông Cổ thiết lập ra lộ Lâm An. Lị sở của lộ Lâm An nằm tại thành cổ là huyện lị huyện Thông Hải ngày nay. Lộ Lâm An quản lý 4 huyện là Thông Hải, Hà Tây, Tập Nga, Mông Tự và 4 châu là Ninh, Á Mễ, Kiến Thủy, Thạch Bình mà sau này tạo thành danh xưng “Lâm An bát thuộc”. Ngoài ra, ở phía chính nam và đông nam của Lâm An còn có các bộ lạc Xá Tư (舍資), Vương Lộng sơn (王弄山), Giáo Hóa tam bộ (教化三部) (các bộ lạc này về sau nhà Nguyên gọi là các "thiên hộ" sở, tức ngàn hộ gia đình). Lị sở của Xá Tư thiên hộ thuộc lộ Lâm An đặt tại Lão Trại cách phía đông huyện Mông Tự tỉnh Vân Nam ngày nay 80 dặm Trung Quốc (khoảng 30 - 40 km). Năm Chí Nguyên thứ 13 (1276), nhà Nguyên cho đổi tên của Xá Tư thiên hộ. “Nguyên sử, Địa lý chí” ghi chép rằng: “Do Xá Tư gần Giao Chỉ, nên lấy vùng đất này làm An Nam đạo phòng tống quân thiên hộ” (安南道防送軍千戶, đạo thiên hộ chuyển quân phòng bị An Nam). Phía tây nam lộ Lâm An là sông Nguyên Giang (元江, sông này chảy sang Việt Nam gọi là Hồng Hà (紅河)). Bờ tây nam sông Nguyên Giang chính là vùng đất “Giang ngoại” được đặt làm lộ Hòa Nê (和泥路) quản lý các bộ lạc Nạp Lâu (納樓), Trà Điện(茶甸). 

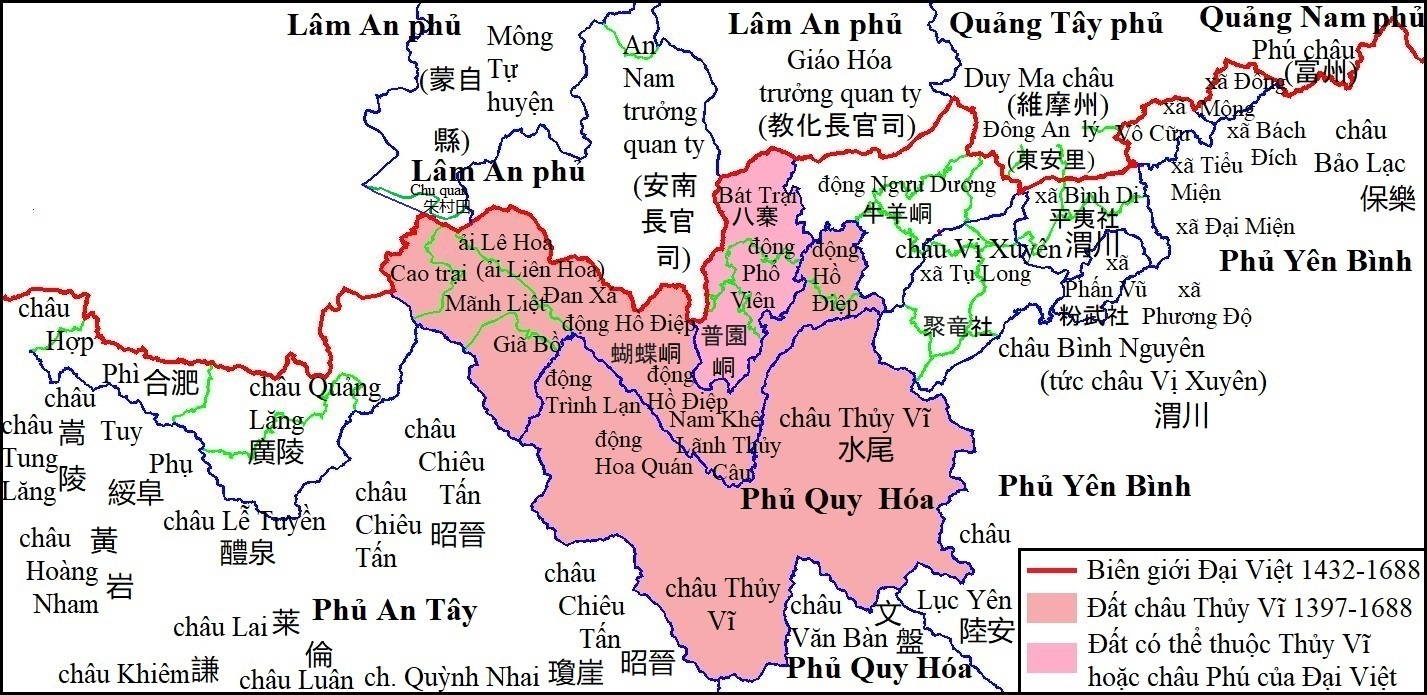
Bản đồ vẽ An Nam trưởng quan ti phủ Lâm An tỉnh Vân Nam nằm trên vùng biên giới Đại Việt - Đại Minh 1428-1644, và biên giới Đại Việt - Đại Thanh 1644-1688.

Sau khi nhà Minh thống nhất Vân Nam (雲南) vào lãnh thổ Trung Hoa, lộ Lâm An (臨安路) được đổi thành phủ Lâm An (臨安府). Phủ lỵ được di chuyển từ Thông Hải (通海) sang Kiến Thủy (建水). Tất cả các khu vực trước thuộc lộ Hòa Nê (和泥路) đều sáp nhập vào phủ Lâm An, tức là ngoài 4 châu và 4 huyện ban đầu của Lâm An thì đến thời Minh, có thêm các khu vực: Nạp Lâu Trà điện (納樓茶甸), Khuy Dung điện (虧容甸), Khê Xử điện (溪處甸), Lạc Khủng điện (落恐甸), Tả Năng trại (左能寨) ở phía tây nam, và ở phía nam là Vương Lộng sơn (王弄山), An Nam (安南長官司, đổi từ Xá Tư thiên hộ sở sang), Giáo Hóa tam bộ (教化三部), đều là trưởng quan ti (長官司). Riêng với Xá Tư, năm Minh Hồng Vũ thứ 15 (1382), khôi phục tên gọi Xá Tư thiên hộ sở, nhưng chẳng bao lâu lại đổi thành An Nam trưởng quan ti.